# Herb gminy Wielgie
Herb gminy Wielgie – jeden z symboli gminy Wielgie, autorstwa Krzysztofa Mikulskiego i Lecha-Tadeusza Karczewskiego, ustanowiony 1 października 2010.

## Wygląd
Herb przedstawia na tarczy w czerwonym polu miecz w słup złoty ponad którym znajduje się sześcioramienna złota gwiazda. Po bokach miecza leżą godła herbów szlacheckich: Ogończyk (od prawej) i Suchekomnaty (od lewej).

## Symbolika
Przed rokiem 2010 gmina Wielgie nie posiadała żadnego herbu. Z uwagi na fakt, iż gmina jest obszarem wiejskim na którym nie wykształciły się ośrodki miejskie nie występowała żadna tradycja heraldyczna. Wcześniej podejmowano nieformalne próby używania symboliki odwołującej się do herbów właścicieli terenu, który współcześnie obejmuje gmina. Na początku XXI w. Stowarzyszenie Rozwoju Gminy Wielgie PRZYSZŁOŚĆ używało w swoim logo wizerunku herbu Junosza, którym zamiennie z herbem Lubicz posługiwali się Wieliccy, właściciele Wielgiego w XV i XVI w..
Przy projektowaniu herbu gminy Wielgie zdecydowano się na odwołanie do heraldyki szlacheckiej i herbów właścicieli obszarów wchodzących współcześnie w skład gminy Wielgie. Z uwagi na dużą rozpiętość czasową i mnogość właścicieli, a tym samym mnogość herbów zdecydowano się na wybór herbów rodzin szlacheckich najbardziej zasłużonych dla gminy: Ogończyk rodziny Czerskich, właścicieli Czarnego w okresie staropolskim i Suchekomnaty rodziny Miączyńskich, właścicieli Wielgiego w XIX w. Pierwotny projekt herbu gminy przedstawiał w polu czerwonym na podstawie zielonej dworek szlachecki srebrny, nad nim godła herbów szlacheckich Ogończyk (od prawej heraldycznej) i Suchekomnaty (od lewej heraldycznej).
Ostatecznie przyjęty projekt herbu gminy Wielgie zawiera następujące elementy:
- miecz w słup i sześcioramienna gwiazda — nawiązanie do symbolu zakonu braci dobrzyńskich przedstawiającego wzniesiony ku górze czerwony miecz oraz czerwoną sześcioramienną gwiazdę ponad nim na białym tle. Miecz był symbolem obrony w pierwszej połowie XIII wieku przez braci dobrzyńskich rubieży Mazowsza i ziemi dobrzyńskiej przez najazdami Prusów, gwiazda z kolei symbolizowała objawienie Jezusa poganom[4]. Książę Konrad I Mazowiecki w akcie nadania dokonanym w latach 20. XIII w. przyznawał zakonowi gród w Dobrzyniu nad Wisłą z ziemią tejże nazwy tj. cokolwiek zawiera się między rzeką Kamienicą i Chełmicą od Wisły aż do Prus. Zapis ten pozwala stwierdzić, że we władaniu braci dobrzyńskich znalazł się teren dzisiejszych gmin Dobrzyń nad Wisłą, Wielgie oraz częściowo sąsiednich gmin[5].
- herb szlachecki Ogończyk — nawiązanie do symbolu rodziny Czerskich, do której w okresie staropolskim należało Czarne. Czerscy piastowali urzędy ziemskie w ziemi dobrzyńskiej już w XV w. Z rodziny tej pochodziło kilku senatorów dawnej Rzeczypospolitej. Przedstawiciele rodziny Czerskich władali dobrami w Czarnem do połowy XVII w.[6]
- herb szlachecki Suchekomnaty — nawiązanie do symbolu Miączyńskich, właścicieli Wielgiego w drugiej połowie XIX w. Dobra Wielgie w 1854 r. wykupił hrabia Witold Miączyński (1823-1880), który w 1876 r. zakupił także folwark Bętlewo. Wkrótce po zakupie Wielgiego wybudowany został pałac w stylu eklektycznym (obecnie ruiny), wokół którego powstało założenie parkowe. W czasie powstania styczniowego hr. Miączyński wystawił do boju 30-osobowy oddział, który uczestniczył w potyczce pod Kozimrogiem. Po 1863 r. powstały zabudowania gospodarcze: gorzelnia, młyn, spichlerz i suszarnia cykorii. Syn Witolda, Tadeusz (1857-1923) zarządzał majątkiem Wielgie, w skład którego wchodziły folwarki Wielgie i Bęklewo Mostowe do 1906 r., kiedy został on zlicytowany z powodu zadłużenia. Na przełomie XIX i XX w. T. Miączyński przebudował pałac i założenie parkowe, co jest według lokalnej tradycji utożsamiane z nieoficjalną wizytą i polowaniem w okolicznych lasach cara Mikołaja II[7].